# Abax convivus
Abax convivus är en skalbaggsart som beskrevs av Leconte 1852. Abax convivus ingår i släktet Abax och familjen jordlöpare. Inga underarter finns listade i Catalogue of Life.